# Desarrollo rural comunitario
El Desarrollo Rural Comunitario o simplemente Desarrollo Rural abarca un rango de enfoques y actividades cuyo principal objetivo es la mejora del bienestar y el sustento de las personas 
Como una rama del desarrollo comunitario, estas aproximaciones atienden a asuntos sociales, particularmente a la organización de la comunidad. Este es un contraste claro con otras formas de desarrollo rural enfocadas en trabajo en el sector terciario y la tecnología (ej. carreteras, gestión de subvenciones, técnicas para la mejora de la producción agrícola).
El desarrollo rural comunitario es importante en países en desarrollo donde la gran mayor parte de la población se dedica a la agricultura y la granja; en consecuencia, se ha creado una variedad de métodos de desarrollo comunitario y son utilizados por organizaciones dedicadas al desarrollo internacional. La mayor parte de estos esfuerzos para promover el desarrollo rural comunitario lo llevan "expertos" de fuera de la comunidad, como funcionarios, personal de ONG y extranjeros. Esto ha llevado a un largo debate sobre el tema de la participación en la toma de decisiones, donde estas preguntas se dirigen hacia la sostenibilidad de estos esfuerzos y el hecho de que la población rural tome poder o no para poder tomar decisiones por sí misma (empowerment).